# Will Oldham
William "Will" Oldham, född 15 januari 1970, i Louisville, Kentucky, är en amerikansk sångare, låtskrivare och skådespelare. Hans musik kategoriseras (möjligen malplacerat) ofta som alternativ country.
Oldham har spelat in musik i flera bandkonstellationer och under många olika namn, huvudsakligen Palace, Palace Music, Palace Brothers, Palace Songs, Bonnie 'Prince' Billy och Will Oldham.
Oldham producerade svenske Nicolai Dungers skiva Tranquil Isolation och medverkar även som musiker.

## Diskografi

### Album
- 1993 – There Is No-One What Will Take Care of You (Palace Brothers)
- 1994 – Days in the Wake (Palace Brothers)
- 1995 – Viva Last Blues (Palace Music)
- 1996 – Arise Therefore (Palace)
- 1997 – Joya (Will Oldham)
- 1999 – I See a Darkness (Bonnie 'Prince' Billy)
- 2001 – Ease Down the Road (Bonnie 'Prince' Billy)
- 2001 – Get the Fuck On Jolly Live (Bonny Billy och Marquis de Tren med the Monkey Boys: Paul Oldham & Jim White, live)
- 2003 – Master and Everyone (Bonnie 'Prince' Billy)
- 2003 – Rock the Blockade: 2000 Incorruptible (Havanarama)
- 2004 – Sings Greatest Palace Music (Bonnie 'Prince' Billy)
- 2005 – Superwolf (Matt Sweeney & Bonnie 'Prince' Billy)
- 2005 – Summer in the Southeast (Bonnie 'Prince' Billy, live)
- 2006 – The Brave and the Bold (Tortoise & Bonnie 'Prince' Billy)
- 2006 – The Letting Go (Bonnie 'Prince' Billy)
- 2007 – Wai Notes (Dawn McCarthy and Bonny Billy)
- 2008 – Wilding in the West (Bonnie 'Prince' Billy)
- 2008 – Lie Down in the Light (Bonnie 'Prince' Billy)
- 2008 – Is It the Sea? (Bonnie 'Prince' Billy with Harem Scarem and Alex Neilson, live)
- 2009 – Beware (Bonnie 'Prince' Billy)
- 2009 – Silent City (Brian Harnetty and Bonnie 'Prince' Billy)
- 2009 – Funtown Comedown (Bonny Billy & the Picket Line)
- 2010 – The Wonder Show of the World (Bonnie 'Prince' Billy & the Cairo Gang)
- 2011 – Wolfroy Goes to Town

### EP:s
- 1994 – Hope (Palace Songs)
- 1996 – Songs Put Together for the Broken Giant (Palace Soundtrack)
- 1997 – Western Music (Will Oldham)
- 1998 – Blue Lotus Feet (Bonnie 'Prince' Billy)
- 1998 – Dream of a Drunk Black Southern Eagle (Bonnie 'Prince' Billy)
- 1999 – Fish & Crabs (Havanarama)
- 2000 – Greeting From Providence, R.I (Havanarama)
- 2000 – More Revery (Bonny Billy)
- 2000 – Get On Jolly (The Marquis de Tren and Bonny Billy)
- 2004 – Seafarers Music (Will Oldham)
- 2004 – Pebbles and Ripples (Bonny Billy and Brightblack)
- 2007 – Ask Forgiveness (Bonnie 'Prince' Billy)

### 7"
- 1993 – Goat Songs (The Sundowners)
- 1993 – Ohio River Boat Song (Palace Brothers)
- 1993 – Come In (Palace)
- 1994 – Horses (Palace Songs)
- 1994 – O How I Enjoy the Light (Palace Songs)
- 1994 – West Palm Beach (Palace)
- 1995 – Gezundheit (Palace)
- 1995 – Viva Last Blues (Palace Music)
- 1996 – Every Mother's Son (Palace)
- 1996 – For the Mekons et al (Palace Live)
- 1996 – Little Blue Eyes (Palace Music)
- 1997 – Patience (Will Oldham)
- 1998 – Black Dissimulation (Bonnie 'Prince' Billy)
- 1998 – Songs of Kevin Loyne (Bonnie 'Prince' Billy)
- 1998 – One with the Birds (Bonnie 'Prince' Billy)
- 1999 – Let's Start a Family (Bonnie 'Prince' Billy)
- 1999 – Little Boy Blue (Bonnie 'Blue' Billy)
- 2002 – Kate Wolf's Brother Warrior (Bonny Billy)
- 2002 – We All, Us Three, Will Ride (Will Oldham)
- 2007 – Bonny 2007 (Bonnie 'Prince' Billy)
- 2008 – Notes For Furture Lovers (Bonnie 'Prince' Billy)
- 2009 – Susanna & Bonny Billy Sing... (Susanna & Bonny Billy)
- 2009 – Young Widows/Bonnie 'Prince' Billy (Bonnie 'Prince' Billy)
- 2009 – Stay (Bonnie 'Prince' Billy)
- 2010 – Midday/You Win (Bonnie 'Prince' Billy & the Cairo Gang)

### 10"
- 2009 – Chijimi (Bonnie 'Prince' Billy)
- 2009 – Among the Gold (Cheyenne Mize and Bonnie 'Prince' Billy)

### 12"
- 1994 – An Arrow Through the Bitch (Palace Brothers)
- 1995 – The Mountain Low (Palace)
- 1998 – Black/Rich Music (Will Oldham)
- 2000 – Ode Music (Will Oldham)
- 2000 – All Most Heaven (Will Oldham & Ryan Murphy)
- 2002 – Amalgamated Sons of Rest (Amalgamated Sons of Rest)
- 2002 – Slitch Music (The Continental Op)
- 2006 – Cursed Sleep (Bonnie 'Prince' Billy)
- 2006 – Cold & Wet (Bonnie 'Prince' Billy)
- 2007 – Lay & Love (Bonnie 'Prince' Billy)
- 2007 – Strange Form of Life (Bonnie 'Prince' Billy)

### CD-singlar
- 1997 – Little Joya (Will Oldham)
- 1998 – I Am Drinking Again (Bonnie 'Prince' Billy)
- 1999 – Either She or Me (Bonnie 'Prince' Billy)
- 2001 –  Untitled (Bonnie 'Prince' Billy)
- 2001 – Just to See My Holly Home (Bonnie 'Prince' Billy)
- 2003 – Happy Child/Forest Time (Bonnie 'Prince' Billy)
- 2004 – Agnes, Queen of Sorrow (Bonnie 'Prince' Billy)
- 2004 – No More Workhorse Blues (Bonnie 'Prince' Billy)
- 2004 – I Gave You (Bonny/Sweeney)

### Samlingsskivor
- 1997 – Lost Blues and Other Songs (Palace Music)
- 2000 – Guarapero/Lost Blues 2 (Will Oldham)
- 2006 – Little Lost Blues (Bonnie 'Prince' Billy)
- 2009 – Unfinal Call (Bonnie 'Prince' Billy)

### Skivor endast släppta som mp3
- 2006 – His Hands (Bonnie 'Prince' Billy)
- 2009 – One Day at a Time (Bonnie 'Prince' Billy with Bewarers)
- 2010 – The Adult Swim Singles Program (Matt Sweeney & Bonnie 'Prince' Billy)

## Medmusikanter

### Palace Music
- Liam Hayes
- Jason Loewenstein
- Ned Oldham
- Bryan Rich